# Посёлок дома отдыха «Кубань»
Посёлок до́ма о́тдыха «Куба́нь» — населённый пункт в Туапсинском районе Краснодарского края России.
Входит в состав Новомихайловского городского поселения.

## География
Территориально посёлок имеет микрорайон Дубрава и переулок Лазурный.

## История
Посёлок дома отдыха «Кубань» (или посёлок Кубань) учтён в списках населенных пунктов решением Краснодарского крайисполкома от 15 ноября 1977 года.
По сведениям на 1 января 1987 года в посёлке Кубань проживало 136 человек. По материалам ЦСУ на 1 января 1999 года в поселке проживало 63 человека.

## Население
| 2002 | 2010 |
| ---- | ---- |
| 185  | ↘103 |